# 二本柳一馬
二本柳 一馬（にほんやなぎ かずま、1923年1月18日 - 1998年5月20日）は、日本の競馬騎手、調教師。

## 経歴
1923年、日本レース・倶楽部（横浜競馬場）の騎手兼調教師であった二本柳省三の子として生まれる。長兄・勇、次兄・俊平、三兄・俊夫も騎手であり、中でも勇と俊夫は華々しく活躍した。1939年、兵庫県の鳴尾尋常小学校卒業と同時に鳴尾競馬場の元石正雄厩舎所属の騎手見習いとなる。1941年に横浜の父のもとへ移り騎手としてデビューしたが、第二次世界大戦の影響により1943年より兵役に就く。戦後騎手として復帰したが、病気のため1950年にいったん引退し、1956年より再び復帰。以後1969年まで騎乗した。騎手成績は日本中央競馬会が発足した1954年以降で863戦30勝。その後は調教師となっていた俊夫の厩舎で調教助手となったのち、1974年に調教師免許を取得し、中山競馬場・白井分場で厩舎を開業した。
年間成績では1983年の14勝が最高記録であり、主な管理馬にはロビンオンワード（1976年新潟障害ステークス）、ホウヨウシルバア（1976年フラワーカップ、当時オープン特別）、オンワードカメルン（1984年皐月賞3着、セントライト記念2着）がいるが、重賞に勝利することはなかった。管理馬では唯一アミサイクロンに重賞勝利経験（1996年マーチステークス）があったが、同競走の施行当時、二本柳は馬主の名義貸し事件に連座してJRAから調教停止処分を受けており、アミサイクロンは一時的に弟子の浅野洋一郎厩舎に転厩していた。
1998年2月28日をもって調教師を引退。通算成績は3069戦172勝。約3カ月後の5月20日、病気のため75歳で死去した。本人の希望により、JRAや日本調教師会から訃報が出されることはなかった。

## 主な厩舎所属者
※太字は門下生。括弧内は厩舎所属期間と所属中の職分。
- 浅野洋一郎（1980年～1993年 調教助手）
- 平目孝志（1981年～1997年 騎手、1997年～1998年 調教助手）
- 畠山吉宏（1986年～1998年 調教助手）
- 横田雅博（1988年～1998年 騎手）